# 包華國
包華國（1902年—1963年12月25日），四川成都人。中华民国官员。民國37年（1948年）在重慶市選區當選第一屆立法委員

## 生平[2][3]
毕业于清華學校，后获得美國斯坦福大學政治學学士、碩士。归国后，历任國立四川大學教授，國民政府實業部勞工司科长，后任中国驻國際聯盟代表團辦事處一等秘書。
抗日戰爭爆發後，從事抗日宣傳、後勤工作，历任第三戰區政治部主任秘書、第五戰區民眾總動員委員會宣傳部副部長、第五戰區總動員委員會設計委員會政治設計組副組長，國防最高委員會秘書。后来，他担任三民主義青年團中央宣傳處副處長，三民主義青年團重慶支團主任，重慶市臨時參議會參議員，中國國民黨重慶市黨部委員，重慶市社會局局長（任职五年零九个月），国民政府社會部福利司司長，大同樂會理事，重慶陪都空襲服務總隊副總隊長，社會部工礦檢查處處長，社會保險籌備委員會副主任委員。他还是出席第十八次國際勞工大會政府方面代表顧問、國際勞工大會第十九屆至廿二屆及第卅一屆至卅三屆中国政府代表，亞洲勞工會議中國代表團團長並任大會副會長。
抗戰勝利後，民國三十七年（1948年）在重慶市當選第一屆立法委員。1949年隨中華民國政府遷臺湾，歷任內政部顧問，參與組織亞洲人民反共聯盟，任亞洲人民反共聯盟中國總會常務理事兼秘書長，並從事日本問題研究。曾隨中華民國赴日親善團訪日，與日本部分議員及商界人士常有往來，是中華民國政府對日關係的重要幕僚人物。

## 歷任職務
- 民國22年3月21日，任實業部科長[4]
- 民國22年12月20日，出席第十八次國際勞工大會政府方面代表顧問[5]
- 民國24年2月15日，出席第十九次國際勞工大會中華民國國民政府代表[6]
- 民國24年3月27日，呈請辭職實業部科長[7]
- 民國24年4月30日，國際勞工組織理事院助理理事[8]
- 民國24年9月6日，參加國際勞工局海事三方專門預備會議中華民國國民政府代表顧問[9]
- 民國25年3月9日，出席第二十屆國際勞工大會中華民國國民政府代表[10]
- 民國25年8月26日，出席國際勞工局第二十一屆暨第二十二屆海事會議中華民國國民政府代表[11]
- 民國26年5月11日，出席第二十三屆國際勞工大會中華民國國民政府代表[12]
- 民國30年10月1日，任命重慶市政府社會局局長[13]
- 民國34年7月4日，呈請辭職重慶市政府社會局局長[14]
- 民國34年10月27日，出席第二十七屆國際勞工大會中華民國國民政府代表 兼 第二代表[15]
- 民國34年11月10日，出席國際勞工組織海事專家預備會議中華民國國民政府代表[16]
- 民國35年5月18日，第二十八屆國際勞工大會中華民國國民政府第二代表[17]
- 民國36年5月31日，出席第三十屆國際勞工大會中華民國代表團政府第二代表[18]
- 民國36年10月21日，出席亞洲勞工預備會議中華民國代表團政府第一代表[19]
- 民國37年6月5日，第三十一屆國際勞工大會中華民國代表團政府第二代表[20]